# Cheilanthes smithii
Cheilanthes smithii là một loài thực vật có mạch trong họ Adiantaceae. Loài này được (C. Chr.) R.M. Tryon miêu tả khoa học đầu tiên năm 1986.